# Het laatste avondmaal (Willem Key)
Het laatste avondmaal is een olieverfschilderij van de Nederlandse schilder Willem Key en is rond 1555 geschilderd in Renaissancestijl. Sinds 1975 bevindt het zich in de collectie van het Dordrechts Museum.
Het schilderij toont het verhaal het laatste avondmaal uit de Bijbel. De vierde figuur, in groen gewaad, van links op de bovenste rij is Jezus. De overige aanwezigen zijn de Discipelen. De figuur rechtsonder is een zelfportret van de schilder Willem Key. Ook is een van de apostelen een portret van Dirk van Nuyssenborgh.